# ماركوس كولار
ماركوس كولار (بالألمانية: Markus Kolar) مواليد 12 أكتوبر 1984 في فيينا، هو لاعب كرة يد نمساوي يلعب كظهير أيسر. مثل منتخب النمسا لكرة اليد.

## سجل المنافسة
شارك في البطولات التالية:
- بطولة أوروبا لكرة اليد للرجال 2014